# Hyalinobatrachium munozorum
Hyalinobatrachium munozorum es una especie de anfibio anuro de la familia de las ranas de cristal (Centrolenidae). Se distribuye por las regiones amazónicas de Colombia, Ecuador, Perú y norte de Bolivia por debajo de los 980 metros de altitud. Habita junto a arroyos en selvas tropicales.
Es de color verde con motas amarillas en el dorso y motas marrón oscuro de menor tamaño. El vientre es por completo transparente, y los órganos internos están pigmentados de blanco. El iris es dorado con motas oscuras. Muchos de los registros de Perú que se asignaban a esta especies ahora se hacen a Hyalinobatrachium carlesvilai, especie que es muy parecida. Hasta 2020 se consideraba a Hyalinobatrachium ruedai como una especie independiente, pero ahora se considera un sinónimo de H. munozorum.